# هواگرد شناساگریز

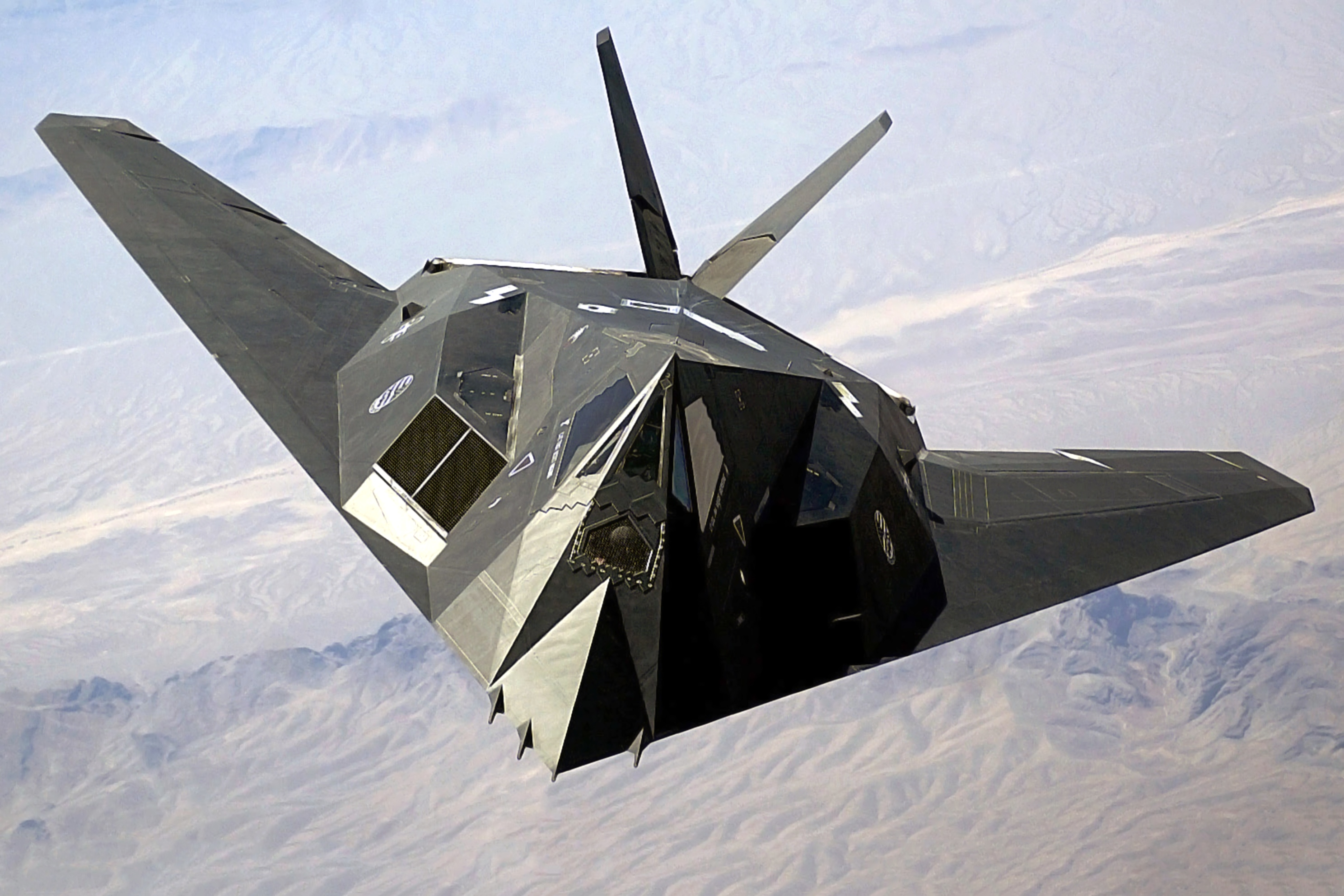
لاکهید اف-۱۱۷ نایت‌هاوک؛ نخستین هواگرد پنهان‌کار که برای تهاجم ضربتی به اهداف زمینی ساخته شد

هواپیمای شناساگریز یا هواپیمای پنهان‌کار هواگردی است که برای جلوگیری از کشف و ردگیری از فناوری‌های پیشرفته‌ای بهره می‌گیرد تا بازتاب راداری، فروسرخ (حرارتی)، نور مرئی، دامنه بسامد رادیویی و امواج صوتی خود را کم کند. این فناوری‌ها زیرمجموعه فناوری شناساگریزی هستند. اف-۱۱۷ نایت‌هاوک اولین هواپیمای عملیاتی بود که سازندگان، آن را براساس فناوری پنهان‌کار طراحی کردند. از هواپیماهای شناساگریز می‌توان به بی-۲ اسپیریت، اف-۲۲ رپتور، اف-۳۵ لایتنینگ۲، چنگدو جی-۲۰ و سوخو-۵۷ اشاره کرد.
گاهی از واژه رادارگریز به‌جای شناساگریز استفاده می‌شود؛ باید توجه داشت که رادارگریزی (کاهش انتشار و بازتاب امواج راداری) یکی از ویژگی‌های هواگرد پنهان‌کار است، اما برای کاهش احتمال کشف هواپیما، کاهش بازتاب حرارتی، صوتی و بصری هم لازم است. تاکنون هیچ هواگردی برای رادار کاملاً نامرئی نشده‌است، ولی تشخیص یا ردگیری مؤثر هواپیماهای شناساگریز برای رادارهای معمولی دشوارتر است و احتمال اینکه هواپیما با موفقیت در رادار آشکار شود و/یا با تسلیحات هدایت‌شونده راداری به‌طور موفق هدف قرار بگیرد، کمتر شده‌است.
شناساگریزی آمیخته‌ای از ویژگی‌های غیرفعال پنهان‌کاری بصری و تابشگرهای فعال مانند رادارها با-احتمال-رهگیری-کم، رادیوها و هدف‌یاب‌های لیزری است. اینها معمولاً باید با کنش‌های فعالی مانند طراحی دقیق همه مانورهای مأموریت برای به‌حداقل رساندن سطح مقطع راداری هواپیما ترکیب شوند؛ زیرا اقدامات رایج مانند چرخش‌های سخت یا گشودن محفظه بمب می‌تواند امکان کشف راداری هواپیمای پنهان‌کار را بیش از دو برابر کند. این کار با استفاده از یک مجموعه طراحی پیچیده برای کاهش توانایی حسگرهای دشمن برای شناسایی، ردیابی یا حمله به هواپیمای شناساگریز انجام می‌شود. این طراحی همچنین گرما، صدا و دیگر انتشارهای هواگرد را که می‌تواند مکان آن را آشکار کند، در نظر می‌گیرد. حسگرهایی برای کاهش تأثیر فناوری‌های پنهان‌کاری کنونی ساخته یا پیشنهاد شده‌اند مانند سامانه‌های جستجو و ردیابی فروسرخ برای تشخیص انتشار گرما (حتی کاهش‌یافته)، رادارهای با طول موج بلند برای مقابله با «بدنه مخفی‌کار و مواد جاذب رادار که متمرکز بر رادار با طول موج کوتاه‌تر هستند» و راه‌اندازی راداری با تابش‌های متعدد برای مقابله با بدنه مخفی‌کار. البته این رادارها در مقایسه با رادارهای رایج در برابر هواگردهای نظامی معمولی مشکلاتی دارند.
نمونه‌های اولیه جنگنده شناساگریز در ایالات متحده (۱۹۷۷)، روسیه (۲۰۰۰) و چین (۲۰۱۱) به پرواز درآمده‌اند. تا سال ۲۰۲۰، تنها هواگردهای پنهان‌کار در خدمت؛ نورثروپ گرومن بی-۲ اسپیریت (۱۹۹۷)، لاکهید مارتین ف-۲۲ رپتور (۲۰۰۵)، لاکهید مارتین اف-۳۵ لایتنینگ ۲ (۲۰۱۵)؛ چنگدو جی-۲۰ (۲۰۱۷) و سوخو-۵۷ (۲۰۲۰) هستند. بعضی کشورهای دیگر طرح‌های خود را توسعه می‌دهند. همچنین هواگردهای مختلفی با قابلیت شناسایی کمتر (ناخواسته یا به‌عنوان ویژگی ثانویه) وجود دارند.

## تاریخچه

### جنگ‌های جهانی
در طول جنگ جهانی اول، آلمانی‌ها برای افزایش استتار هواپیمای نظامی؛ سلون (سلولز استات)، یک ماده پوششی شفاف را آزمایش کردند. هواپیمای تک‌باله جنگنده فوکر ای.۳، هواپیمای دوباله شناسایی آلباتروس سی۱ و نمونه اولیه بمب‌افکن سنگین Linke-Hofmann R.I، مجموعاً ۳ فروند، با سلون پوشانده شدند. اما ثابت شد که این روش ناکارامد است و حتی نتیجه معکوس داشت، زیرا بازتاب نور خورشید از پوشش باعث می‌شد، هواپیما حتی بیشتر دیده شود. همچنین مشخص شد که مواد به‌سرعت در اثر نور خورشید و تغییرات دمایی حین پرواز تجزیه می‌شوند، بنابراین تلاش برای ساخت هواپیمای شفاف ادامه پیدا نکرد.
در سال ۱۹۱۶، انگلیسی‌ها یک کشتی هوایی کوچک کلاس SS را برای شناسایی هوایی شبانه بر فراز خطوط آلمان در جبهه غربی تغییر دادند. این هواگرد با موتور خاموش و کیسه هوای سیاه، از روی زمین اصلاً دیده نمی‌شد، اما از چندین پرواز شبانه، اطلاعات مفید کمی به‌دست آمد و این طرح کنار گذاشته شد.

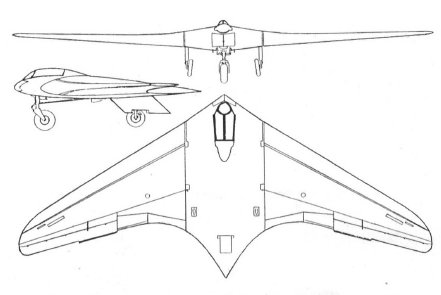
طرح اولیه هورتن هو ۲۲۹

حدود سی سال بعد، جنگنده-بمب‌افکن بال‌دیس هورتن هو ۲۲۹ که در سال‌های آخر جنگ جهانی دوم در آلمان نازی توسعه یافت، به دلیل نداشتن سطوح عمودی (ویژگی مهم در هواگردهای شناساگریز و ویژگی ذاتی همه هواپیماهای بال‌دیس)، برخی ویژگی‌های پنهان‌کاری را نشان داد. آزمایشی که شرکت نورثروپ گرامن در سال ۲۰۰۸ انجام داد، ثابت کرد که شکل هواگرد، هو ۲۲۹ را عملاً برای سیگنال‌های اولیه HF باند بالا، ۲۰ تا ۳۰ مگاهرتز رادار هشدار زودهنگام زنجیره‌ای بریتانیا، نامرئی می‌کند، به‌شرطی که هواپیما با سرعت بالا (تقریباً ۸۹۰ کیلومتر بر ساعت) در ارتفاع بسیار کم(۱۵ تا ۳۰ متر) حرکت کند. بااین وجود، هو ۲۲۹ هرگز قرار نبود یک هواگرد پنهان‌کار باشد.

### نیمه دوم سده بیستم
طرح هواگردهای شناساگریز نوین، اولین بار زمانی ممکن شد که دنیس اورهولسر، ریاضیدانی که در دهه ۱۹۷۰ برای شرکت لاکهید کار می‌کرد، یک مدل ریاضی ایجاد شده توسط پتر اوفیمتسف، دانشمند شوروی را برای توسعه برنامه‌ای رایانه‌ای به نام اکو-۱ به‌کار گرفت. اکو امکان پیش‌بینی امضای راداری یک هواپیمای ساخته شده با پنل‌های مسطح به نام وجه‌ها(facets) را فراهم کرد. در سال ۱۹۷۵، مهندسان لاکهید اسکانک ورکس دریافتند که هواپیمای ساخته شده با سطوح وجهی می‌تواند دارای امضای راداری بسیار کم باشد؛ زیرا سطوح، تقریباً تمام انرژی رادار را برمی‌گردانند. لاکهید یک هواپیمای اثبات‌کننده مفهومی به نام لاکهید هو بلو با نام مستعار «الماس بی‌امید» ساخت که اشاره‌ای به الماس امید معروف و شکل طراحی و بی‌ثباتی عمدی آن است. از آنجا که رایانه‌های پیشرفته می‌توانستند به کنترل پرواز هواگردهای طراحی شده برای شناساگریزی و از نظر آیرودینامیکی ناپایدار، مانند هو بلو، کمک کنند، برای اولین بار طراحان متوجه شدند که می‌توان هواپیمایی ساخت که عملاً برای رادار نامرئی باشد.
اولین کاربرد جنگی از هواگرد طراحی شده برای شناساگریزی در دسامبر ۱۹۸۹ در جریان تهاجم آمریکا به پاناما رخ داد. در ۲۰ دسامبر ۱۹۸۹، دو فروند اف-۱۱۷ نیروی هوایی ایالات متحده یک پادگان نیروی دفاعی پاناما را در ریو هاتو، پاناما بمباران کردند. در سال ۱۹۹۱، هواپیماهای اف-۱۱۷ در مرحله آغازین جنگ اول خلیج فارس وظیفه حمله به قوی‌ترین اهداف در عراق را داشتند و تنها جت‌هایی بودند که اجازه داشتند در داخل محدوده شهر بغداد فعالیت کنند.

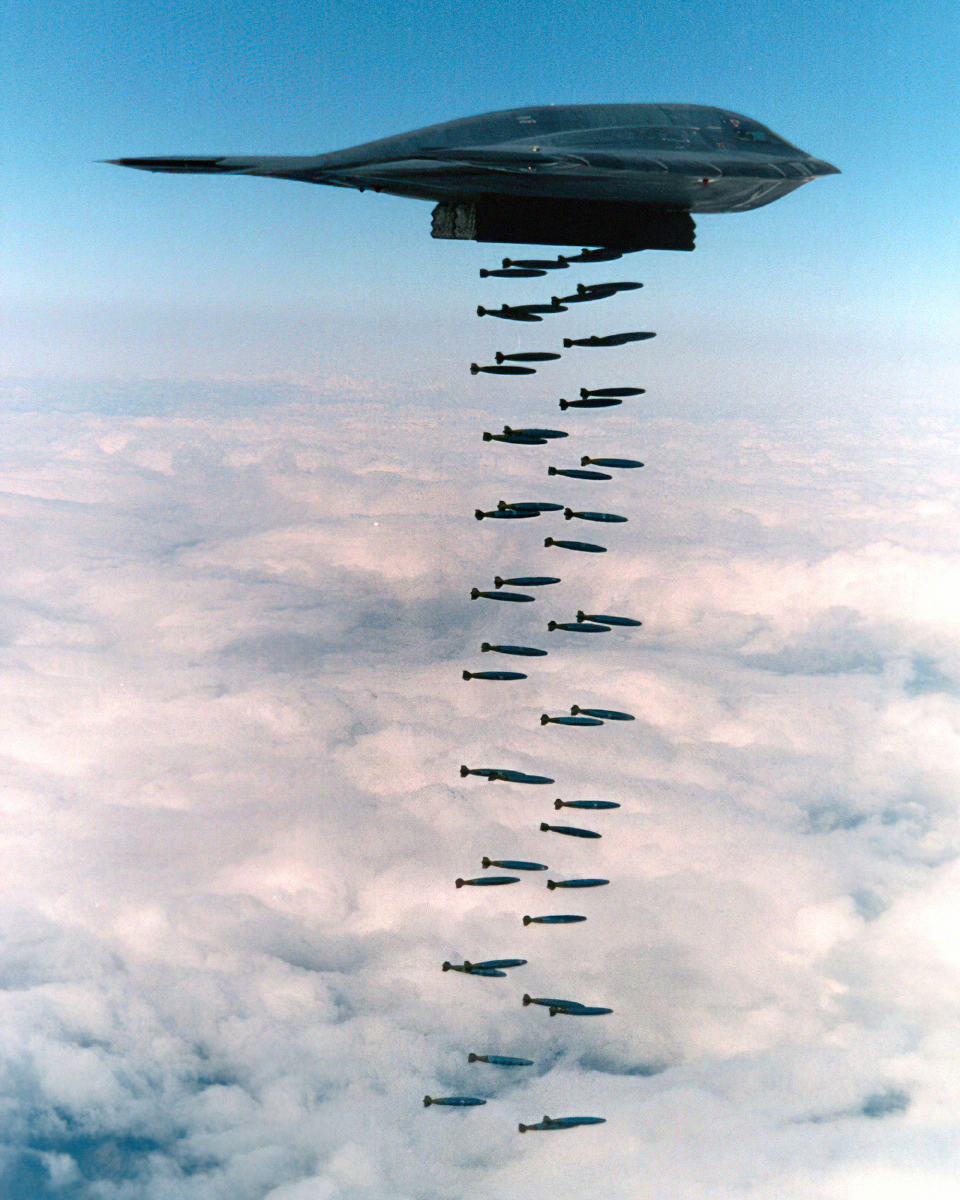
تمرین آزمایشی بی-۲ اسپیریت در سال ۱۹۹۴

در بمباران یوگسلاوی توسط ناتو در سال ۱۹۹۹، ایالات متحده از دو هواپیمای شناساگریز استفاده کرد. اف-۱۱۷ و بمب‌افکن راهبردی بی-۲ اسپیریت که به تازگی معرفی شده بود. اف-۱۱۷ نقش معمول خود را برای ضربه زدن به اهداف مهم انجام داد و عملکرد خوبی داشت، اگرچه یک اف-۱۱۷ توسط یک تیپ موشکی صرب با موشک سام-۳ سرنگون شد.

### سده بیست‌ویکم
آمریکا، بریتانیا، اسرائیل و روسیه تنها کشورهایی هستند که از هواپیماهای شناساگریز در میدان نبرد استفاده کرده‌اند. این هواگردها از جمله در جنگ در افغانستان، جنگ عراق، مداخله نظامی در لیبی و تهاجم روسیه به اوکراین و جنگ ایران و اسرائیل به‌کار رفته‌اند.
بی-۲ اسپیریت در مداخله نظامی سال ۲۰۱۱ در لیبی، ۴۰ بمب را بر روی یک فرودگاه لیبی با دفاع هوایی متمرکز برای پشتیبانی از منطقه پرواز ممنوع رها کرد. اف-۲۲ اولین نبرد خود را بر فراز سوریه در سپتامبر ۲۰۱۴ به عنوان بخشی از عملیات عزم راسخ در سوریه علیه داعش انجام داد. در ماه مه ۲۰۱۸، آمیکام نورکین فرمانده وقت نیروی هوایی اسرائیل بیان کرد که جنگنده‌های اف-۳۵ نیروی هوایی اسرائیل اولین حضور اف-۳۵ را در نبرد، بر فراز سوریه انجام دادند.
در سالهای ۲۰۱۸ و ۲۰۱۹ چند هواپیمای سوخو-۵۷ در سوریه مشاهده شدند. تصور این است که جنگنده‌ها در سوریه مستقر هستند و احتمالاً در جنگ به موشک‌های کروز مسلح شده‌اند. جمهوری خلق چین آزمایش پرواز جنگنده جی-۲۰ خود را در سال ۲۰۱۱ آغاز کرد و اولین بار در نمایشگاه هوایی چین ۲۰۱۶ نمایش داده شد. این هواپیما در مارس ۲۰۱۷ وارد خدمت نیروی هوایی ارتش آزادیبخش خلق شد. دیگر جنگنده شناساگریز چین، اف‌سی-۳۱ نیز در حال آزمایش پرواز است.

## طراحی عمومی
طراحی یک هواپیمای شناساگریز به‌طور کلی با هدف کاهش تشخیص راداری و حرارتی است. اولویت اصلی طراح، ایجاد ویژگی‌های زیر برای موفقیت عملیاتی هواپیما است؛
- کاهش انتشار حرارتی از پیشران
- کاهش تشخیص رادار با تغییر برخی از ویژگی‌های کلی
- کاهش تشخیص رادار زمانی که هواپیما جایگاه سلاح خود را باز می‌کند
- کاهش تشخیص راداری و فروسرخ در شرایط نامساعد جوی

## محدودیت‌ها

### ناپایداری طراحی
اولین هواگردهای شناساگریز با تمرکز بر کمینه سطح مقطع راداری به‌جای کارایی آیرودینامیکی طراحی شدند. هواگردهای بسیار رادارگریز مانند اف-۱۱۷ از نظر آیرودینامیکی ناپایدار بودند و برای حفظ پایداری پرواز به تصحیح مداوم پرواز از طریق سامانهٔ پرواز با سیم نیاز داشتند.
طراحی بی-۲ اسپیریت که براساس طرح توسعهٔ هواپیمای بال‌دیس توسط جک نورتروپ در سال ۱۹۴۰ انجام شد، امکان ساخت یک هواپیمای پایدار را با مهار مناسب انحراف حتی بدون سطوح عمودی مانند سکان، فراهم کرد.

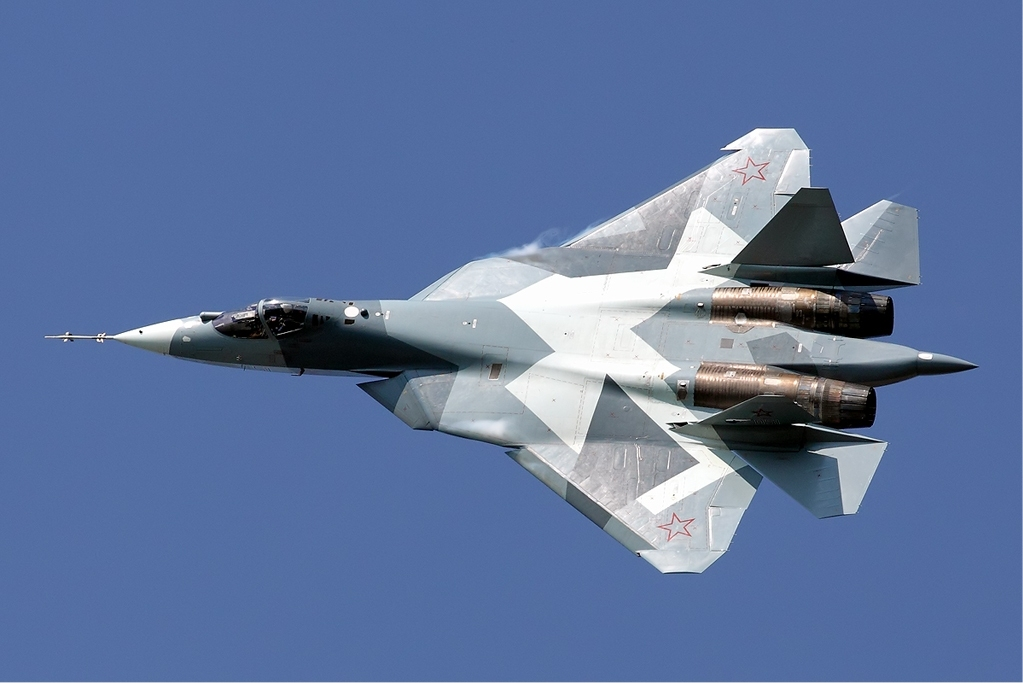
سوخو-۵۷ در سال ۲۰۱۰ نخستین پرواز آزمایشی خود را انجام داد

### محدودیت‌های آیرودینامیکی
هواپیماهای شناساگریز اولیه (مانند اف-۱۱۷ و بی-۲) پس‌سوز نداشتند، زیرا اگزوز داغ باعث افزایش ردپای فروسرخ آنها می‌شد و پرواز با سرعت مافوق صوت باعث ایجاد انفجار واضح صوتی و همچنین گرمایش سطح بدنه می‌شد که ردپای فروسرخ را نیز افزایش می‌داد. در نتیجه، کارایی آنها در مانورهای یک نبرد داگ‌فایت هرگز با یک جنگندهٔ پیشرفتهٔ فعلی برابری نمی‌کند. البته این نکته برای این دو هواپیما به‌عنوان دو بمب‌افکن مهم نبود. پیشرفت طراحی، امکان ساخت پنهانکارهایی مانند اف-۲۲ را با عملکرد آیرودینامیکی مناسب فراهم کرده‌است. هواپیماهای شناساگریز جدیدتر، مانند اف-۲۲، اف-۳۵ و سوخو-۵۷، به‌دلیل پیشرفت در فناوری‌های دیگر مانند سامانه‌های کنترل پرواز، موتورها، ساخت بدنه هواپیما و مواد، ویژگی‌های عملکردی دارند که مشابه ویژگی‌های جنگنده‌های پیشرو فعلی یا فراتر از آنها است.

### آسیب‌پذیری هنگام پرواز
تاکنون محموله شناساگریز(بمب و موشک کروز با سطح مقطع راداری کمتر) ساخته و عملیاتی نشده‌است و جایگاه‌های نصب مهمات هم، امضای راداری چشمگیری ایجاد می‌کنند. پس هواپیماهای پنهانکار همه تسلیحات را در داخل خود حمل می‌کنند. آنها با شروع استفاده از تسلیحات خود ممکن است شناسایی شوند؛ به‌محض باز شدن درهای محفظه تسلیحات، امضای راداری چند برابر خواهد شد و حتی رادارهای قدیمی‌تر نیز می‌توانند مکان هواپیما را بیابند. شناسایی هواپیما با بسته‌شدن درهای محفظه، دوباره دشوار می‌شود، اما یک سامانه دفاعی واکنش سریع، فرصت کوتاهی برای درگیری با هواپیما دارد.
این مشکل با پیشبرد عملیات به شیوه‌ای که خطر و پیامدهای کشف موقت را بکاهد، جبران می‌شود. ارتفاع عملیاتی بی-۲ زمان کافی را برای اتجام عملیات بدون درگیری با تسلیحات دفاعی فراهم می‌کند. هواپیماهای اف-۲۲ و اف-۳۵ می‌توانند محفظه خود را باز کنند، مهمات را رها کنند و در کمتر از یک ثانیه به حالت پنهانکار بازگردند.
هواپیماهایی مانند اف-۲۲ و اف-۳۵ می‌توانند سلاح و سوخت اضافی را در جایگاه‌های زیر بال خود حمل کنند. در این حالت، هواپیماها پنهانکار نخواهند بود، زیرا جایگاه‌ها و تسلیحات در رادارها آشکار می‌شوند. بنابراین این حالت انتخابی بین «پنهانکاری با برد و محموله کم» یا «برد و محموله بیشتر بدون شناساگریزی» خواهد بود.

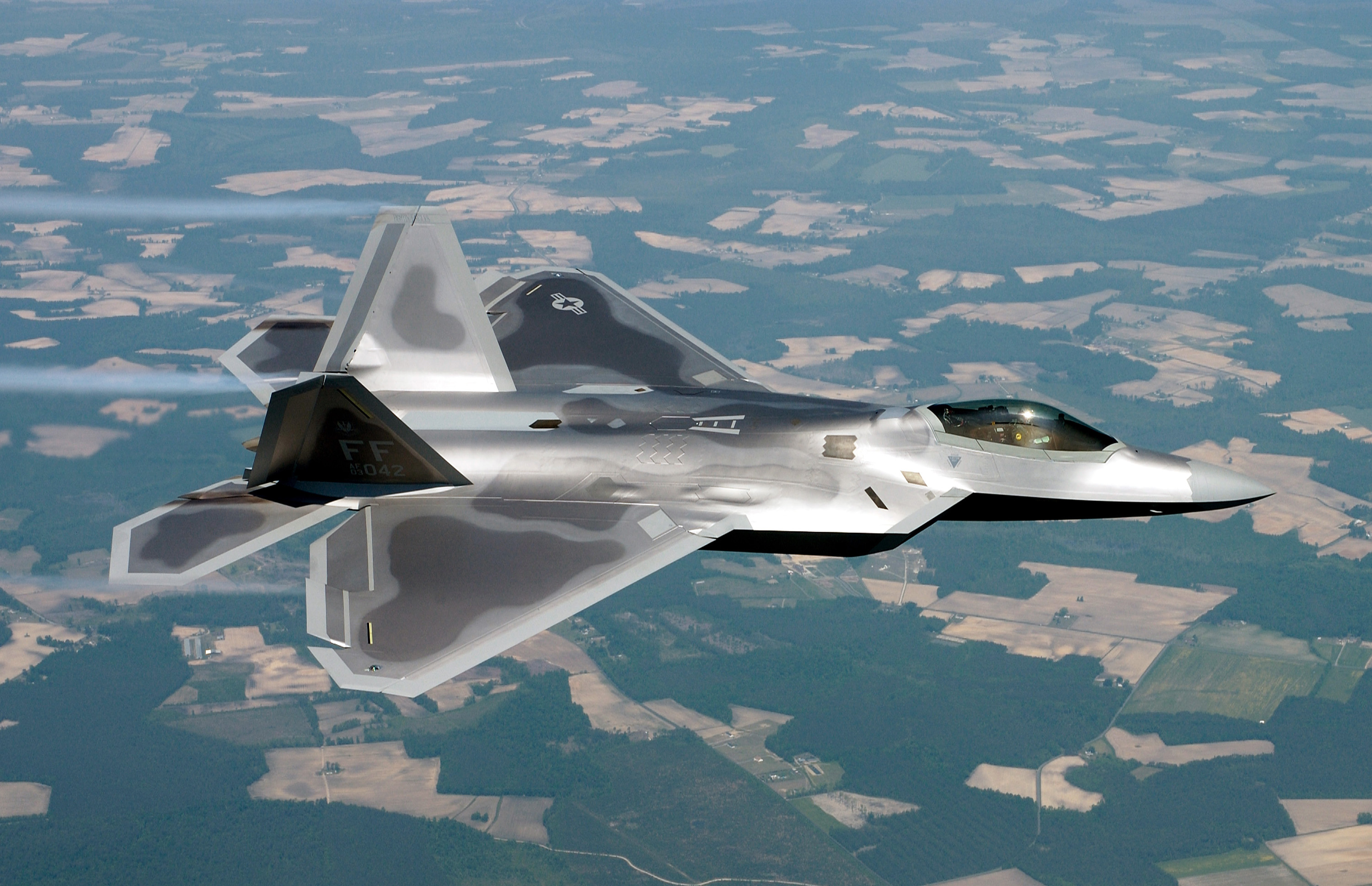
لاکهید مارتین اف-۲۲ رپتور نخستین جنگنده نسل پنجم که برای برتری هوایی طراحی شد.

### کاهش بار
هواگرد شناساگریز، باید تمام سوخت و تسلیحات را در حجم کمتر و درون خودش حمل کند. درنتیجه به‌جای یک هواگرد تهاجمی عادی، حضور چند هواگرد اضافی برای درگیری با اهداف لازم است. بااین وجود، این نقص با کاهش تعداد هواگردهای پشتیبانی که برای پوشش هوایی، سرکوب پدافند هوایی و جنگال لازم هستند، جبران می‌شود، و هواگردهای شناساگریز چند نقش را بازی می‌کنند.

### پوسته حساس
هواپیماهای پنهانکار اغلب پوسته‌هایی دارند که با مواد جاذب رادار ساخته شده‌اند. برخی از آنها دارای ذرات کربن سیاه هستند و برخی گوی‌های ریز آهنی دارند. مواد دیگری هم به‌عنوان جاذب رادار به‌کار رفته‌اند که بعضی محرمانه هستند، به‌ویژه موادی که در هواگردهای خاص استفاده شده‌اند.

### هزینه‌های عملیات
ساخت و توسعهٔ هواپیماهای پنهان‌کار معمولاً گران‌تر است. به‌عنوان مثال هزینهٔ ساخت و پشتیبانی بی-۲ اسپیریت چندین برابر بمب‌افکن‌های سنگین معمولی است. پروژهٔ بی-۲ تقریباً ۴۵ میلیارد دلار برای نیروی هوایی ایالات متحده هزینه داشت.

## امکان بی‌اثر شدن

### امواج بازتابیده
رادار غیرفعال (چندپایه)، رادار دوپایه و به‌ویژه سامانه‌های راداری چندپایه، برخی از هواگردهای پنهانکار را بهتر از رادارهای تک‌پایه رایج شناسایی می‌کنند، زیرا فناوری شناساگریز نسل اول(مانند اف-۱۱۷) انرژی را از خط دید فرستنده دور(بازتاب) می‌کند و به‌طور چشمگیری سطح مقطع راداری را در جهات دیگر می‌افزاید که رادارهای غیرفعال بر آن نظارت می‌کنند. چنین سامانه‌ای معمولاً از سیگنال‌های با بسامد پایین تلویزیونی و رادیویی FM استفاده می‌کند (که در این بسامدها پنهانکار ماندن هواگرد دشوارتر است).
پژوهشگران دانشگاه ایلینوی اربانا-شمپین با پشتیبانی دارپا، نشان داده‌اند که می‌توان با استفاده از رادار غیرفعال چندپایه، یک تصویر رادار دهانه ترکیبی از هدف ساخت که جزئیات احتمالی کافی برای به‌راه انداختن تشخیص خودکار هدف را داشته باشد.
در دسامبر ۲۰۰۷، محققان گروه ساب جزئیات یک سامانهٔ راداری را منتشر کردند که از مجموعه بزرگی از فرستنده‌ها و گیرنده‌های ارزان و اضافی استفاده می‌کرد تا بتواند هدف را هنگامی که مستقیماً از بین گیرنده/فرستنده می‌گذرد، شناسایی و مشخص کند. در ابتدا، این سامانه برای شناسایی موشک‌های کروز شناساگریز طراحی شد.

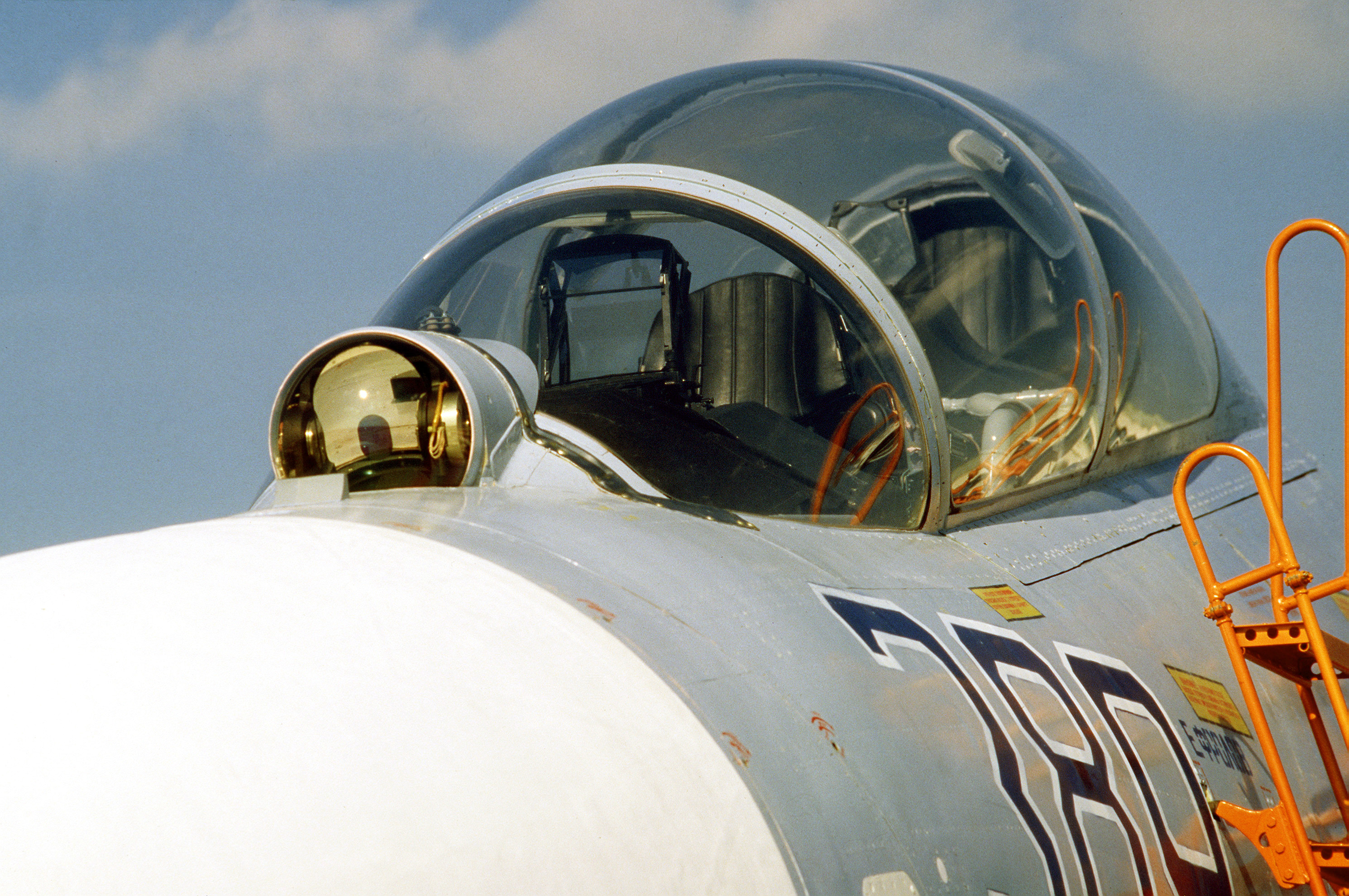
گیرنده جستجو و ردیابی فروسرخِ سوخو-۲۷

### فروسرخ (گرما)
برخی تحلیل‌گران ادعا می‌کنند که می‌توان سامانه‌های جستجو و ردیابی فروسرخ را علیه هواپیماهای شناساگریز به‌کار گرفت. این سامانه‌ها هواگردها را با جستجوی رد فروسرخ ردیابی می‌کنند. رد فروسرخ حاصل از گرمای تولیدشده از موتور و گرم شدن بدنه پس از اصطکاک با هوا در سرعت‌های بالا است؛ درحالی که هوای اطراف سردتر است.
این جستجوگرها غیرفعال اند و به‌صورت الکترونیکی مختل نمی‌شوند. آنها برخلاف رادارهای رایج در هواگردها (حالت فعال) برای شناسایی هواگرد دشمن، امواج رادیویی منتشر نمی‌کنند، درنتیجه مکان هواگرد کاربر سامانه را آشکار نمی‌کنند. با این حال، برد تشخیص آنها خیلی زیاد نیست، زیرا امواج فروسرخ به‌دلیل انرژی نسبتا کم، به‌سرعت توسط جو جذب می‌شوند و در فاصله‌های زیاد به‌خوبی منتشر نمی‌شوند.

### رادار فرااُفق
رادار فرا-افق یک طرح مفهومی است که برد موثر رادار را نسبت به رادار معمولی افزایش می‌دهد. شبکه رادار عملیاتی جیندالی استرالیا می‌تواند بر ویژگی‌های شناساگریزی غلبه کند. گفته می‌شود که فرکانس HF استفاده‌شده و روش پرتاب رادار از یونوسفر بر ویژگی‌های پنهانکاری اف-۱۱۷ اِی غلبه می‌کند. به‌عبارت دیگر، هواپیماهای شناساگریز برای تقابل با رادارهای فرکانس پایین از بالا برخلاف رادارهای فرکانس بسیار بالاتر از جلو بهینه نشده‌اند.

## فهرست هواگردهای شناساگریز

### عملیاتی
- نورثروپ گرومن بی-۲ اسپیریت (آمریکا)
- لاکهید مارتین اف-۲۲ رپتور (آمریکا)
- لاکهید مارتین اف-۳۵ لایتنینگ ۲ (آمریکا)
- چنگدو جی-۲۰ (چین)
- سوخو-۵۷ (روسیه)

### بازنشسته

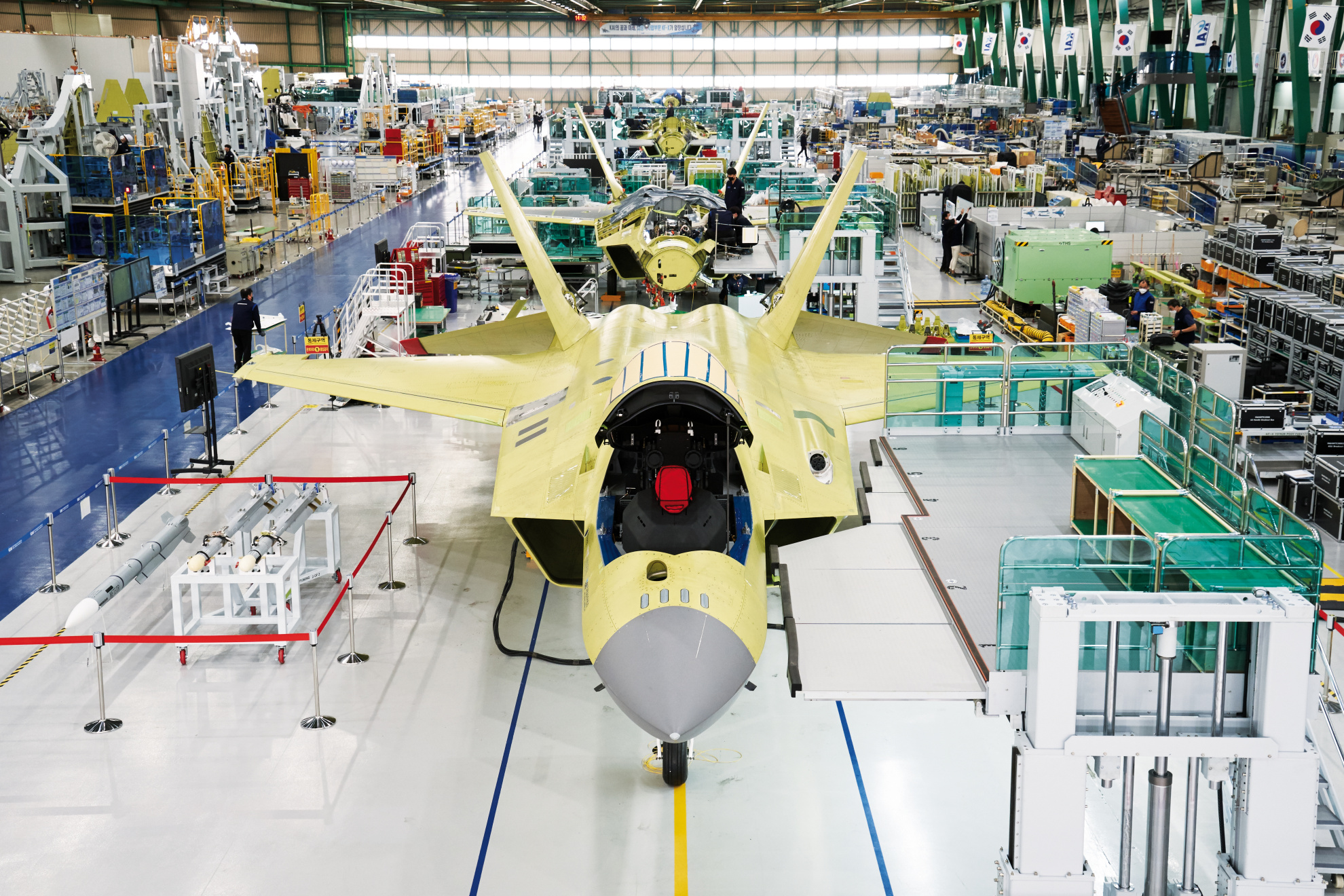
خط تولید کی‌اف-۲۱

- لاکهید اف-۱۱۷ نایت‌هاوک (آمریکا)

### درحال توسعه
- کی‌اف-۲۱ (کره جنوبی)
- شن‌یانگ اف‌سی-۳۱ (چین)
- شیان اچ-۲۰ (چین)
- سوخو-۷۵ (روسیه)
- توپولوف پک دا (روسیه)
- میگ-۴۱ (روسیه)
- تی‌اف-ایکس (ترکیه)
- سامانه نبرد هوایی آینده (آلمان، فرانسه، اسپانیا)
- هال ای‌ام‌سی‌ای (هند)
- نورثروپ گرامن بی-۲۱ ریدر (آمریکا)
- پروژه اف/ای ایکس‌ایکس (آمریکا)
- برنامه نسل بعدی برتری هوایی (آمریکا)

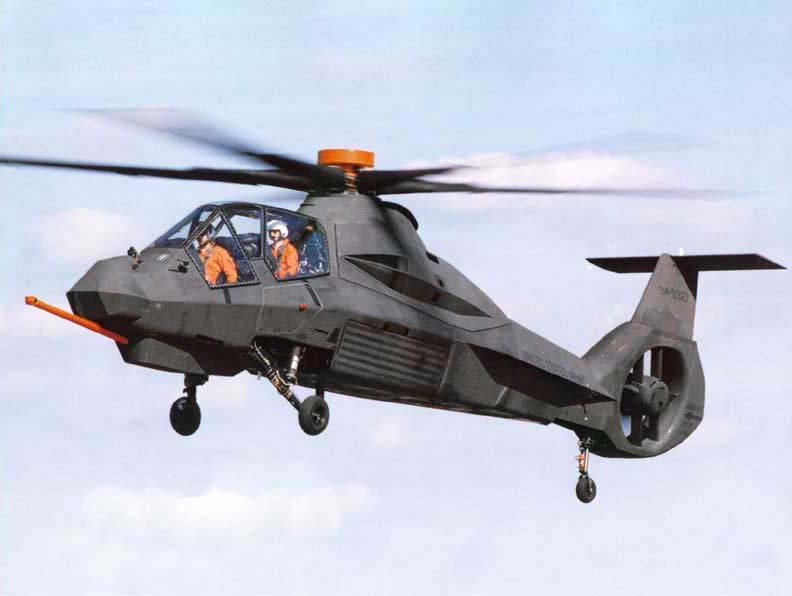
آرای‌اچ-۶۶ کومانچی از اولین تلاش‌ها برای توسعه بالگرد شناساگریز در آمریکا بود.

- بی‌ای‌ئی سیستمز تمپست (بریتانیا)

### لغو شده
- مک‌دانل داگلاس ای-۱۲ اونجر ۲ (آمریکا)
- لاکهید مارتین ایکس-۴۴ مانتا (آمریکا)
- لاکهید مارتین اف‌بی-۲۲ (آمریکا)
- میکویان ال‌اف‌ام‌اس (روسیه)
- یاکوولف یاک-۲۰۱ (روسیه)[۴۷]
- یاکوولف یاک-۴۳ (روسیه)
- بی‌ای‌ئی رپلیکا (بریتانیا)
- ئی‌ای‌دی‌اس ماکو/هیت (آلمان)
- ام‌بی‌بی لمپیریده (آلمان)[۴۸]
- هسا شفق (ایران)[۴۹]
- قاهر ۳۱۳ (ایران)[۵۰]
- بالگرد آرای‌اچ-۶۶ کومانچی (آمریکا)

### اثبات فناوری
- میتسوبیشی ایکس-۲ شین‌شین (ژاپن)
- میگ ۱٫۴۴ (روسیه)
- لاکهید هو بلو (آمریکا)
- نورثروپ تاکیت بلو (آمریکا)
- مک‌دانل داگلاس ایکس-۳۶ (آمریکا)
- لاکهید وای‌اف-۲۲ (آمریکا)
- لاکهید مارتین ایکس-۳۵ (آمریکا)

### بی‌سرنشین

#### عملیاتی
- لاکهید مارتین آرکیو-۱۷۰ سنتینل (آمریکا)
- جاس ۳۱۳ (ایران)
- سیمرغ/صاعقه ۱ و ۲ (ایران)
- نورثروپ گرومن آرکیو-۱۸۰ (آمریکا)
- هونگدو جی‌جِی ۱۱ (چین)
- وینگ لونگ ۱۰ (چین)

#### درحال توسعه
- بوئینگ ام‌کیو-۲۸ گوست بت (استرالیا)[۵۱]
- داسو ان‌یوروان (فرانسه)
- سفره ماهی (ایران)[نیازمند منبع]
- بایکار بیرقدار قزل‌الما (ترکیه)
- سوخو اس-۷۰ اوختونیک (روسیه)
- کراتوس ایکس‌کیو-۵۸ والکری (آمریکا)
- بوئینگ ام‌کیو-۲۵ استینگری (آمریکا)
- جنرال اتمیکس اونجر (آمریکا)

#### اثبات فناوری
- باراکودا (آلمان)
- میکویان اسکت (روسیه)
- بوئینگ فانتوم ری (آمریکا)
- بویینگ ایکس-۴۵ (آمریکا)
- نورثروپ گرومن ایکس-۴۷ای پگاسوس (آمریکا)
- نورثروپ گرومن ایکس-۴۷بی (آمریکا)